# Distretto di Campanilla
Il distretto di Campanilla è uno dei cinque distretti  della provincia di Mariscal Cáceres, in Perù. Si trova nella regione di San Martín e si estende su una superficie di 2.249,83 chilometri quadrati.

Istituito il 24 gennaio 1959, ha per capitale la città di Campanilla; al censimento 2005 contava 7.526 abitanti.